# آلفادولون
آلفادولون (INN) یک استروئید عصبی فعال و بیهوش کننده عمومی است. همراه با آلفاکسولون، به شکل آلفادولون استات، یکی از اجزای داروی ترکیبی بیهوشی آلتزین است.

## همچنین ببینید
- هیدروکسی‌دیون